# Gran Premio motociclistico del Belgio 1972
Il Gran Premio motociclistico del Belgio fu l'ottavo appuntamento del motomondiale 1972.
Si svolse il 2 luglio 1972 sul Circuito di Spa-Francorchamps. Corsero tutte le classi meno la 350.
Giacomo Agostini, vittorioso in 500 davanti al compagno di Marca Alberto Pagani, si aggiudicò il suo settimo mondiale consecutivo nella classe regina.
Prima vittoria stagionale in 250 per Jarno Saarinen.
Seconda "doppietta" stagionale in 50 e 125 per Ángel Nieto.
Nei sidecar Klaus Enders eguagliò il record di vittorie di Eric Oliver.

## Classe 500

### Arrivati al traguardo
| Pos. | Pilota              | Moto      | Tempo     | Punti |
| ---- | ------------------- | --------- | --------- | ----- |
| 1    | Giacomo Agostini    | MV Agusta | 56' 04" 7 | 15    |
| 2    | Alberto Pagani      | MV Agusta | +32" 9    | 12    |
| 3    | Rodney Gould        | Yamaha    | +1' 18" 7 | 10    |
| 4    | Hideo Kanaya        | Yamaha    | +1' 19"   | 8     |
| 5    | Bosse Granath       | Husqvarna | +3' 28" 7 | 6     |
| 6    | Eric Offenstadt     | Kawasaki  | +3' 28" 9 | 5     |
| 7    | Jerry Lancaster     | Yamaha    | +3' 58" 5 | 4     |
| 8    | Billie Nelson       | Yamaha    | +4' 03" 4 | 3     |
| 9    | Christian Bourgeois | Yamaha    | +1 giro   | 2     |
| 10   | Lothar John         | Yamaha    | +1 giro   | 1     |
| 11   | Ron Chandler        | Kawasaki  |           |       |
| 12   | Gyula Marsovszky    | LinTo     |           |       |
| 13   | Piet van der Wal    | Kawasaki  |           |       |
| 14   | Guy Cooremans       | Kawasaki  |           |       |
| 15   | Jérôme van Haeltert | Suzuki    |           |       |

### Ritirati
| Pilota             | Moto        | Motivo ritiro |
| ------------------ | ----------- | ------------- |
| Jack Findlay       | JADA-Suzuki |               |
| John Dodds         | Yamaha      |               |
| Steve Ellis        | Yamaha      |               |
| André-Luc Appietto | Kawasaki    |               |
| Ernst Hiller       | König       |               |
| Guido Mandracci    | Suzuki      |               |
| Keith Turner       | Suzuki      |               |
| Kim Newcombe       | König       |               |
| Jean Campiche      | LinTo       |               |
| Gérard Debrock     | Yamaha      |               |
| Dave Simmonds      | Kawasaki    |               |
| Chas Mortimer      | Yamaha      |               |
| Thierry Tchernine  | Yamaha      |               |

## Classe 250

### Arrivati al traguardo
| Pos | Pilota             | Moto      | Tempo     | Punti |
| --- | ------------------ | --------- | --------- | ----- |
| 1   | Jarno Saarinen     | Yamaha    | 34' 37" 5 | 15    |
| 2   | Rodney Gould       | Yamaha    | +26" 4    | 12    |
| 3   | Phil Read          | Yamaha    | +26" 7    | 10    |
| 4   | Dieter Braun       | Yamaha    | +27" 5    | 8     |
| 5   | John Dodds         | Yamaha    | +38" 9    | 6     |
| 6   | Börje Jansson      | Yamaha    | +53" 8    | 5     |
| 7   | Kent Andersson     | Yamaha    | +54" 2    | 4     |
| 8   | Teuvo Länsivuori   | Yamaha    | +1' 11" 8 | 3     |
| 9   | Oronzo Memola      | Yamaha    | +1' 24" 7 | 2     |
| 10  | Marcel Ankoné      | Yamsel    | +2' 00" 6 | 1     |
| 11  | Werner Pfirter     | Yamaha    | +2' 00" 9 |       |
| 12  | Michel Rougerie    | Yamaha    |           |       |
| 13  | Guido Mandracci    | Yamaha    |           |       |
| 14  | Bosse Granath      | Yamaha    |           |       |
| 15  | Silvio Grassetti   | MZ        |           |       |
| 16  | Olivier Chevallier | Yamaha    |           |       |
| 17  | Gert Bender        | Maico     |           |       |
| 18  | Paolo Pileri       | Yamaha    |           |       |
| 19  | Renzo Pasolini     | Aermacchi |           |       |
| 20  | Marcel Toussaint   | Yamaha    |           |       |

## Classe 125

### Arrivati al traguardo
| Pos | Pilota             | Moto      | Tempo     | Punti |
| --- | ------------------ | --------- | --------- | ----- |
| 1   | Ángel Nieto        | Derbi     | 32' 27" 3 | 15    |
| 2   | Chas Mortimer      | Yamaha    | +17"      | 12    |
| 3   | Kent Andersson     | Yamaha    | +34" 5    | 10    |
| 4   | Börje Jansson      | Maico     | +46" 6    | 8     |
| 5   | Harald Bartol      | Suzuki    | +1' 20" 5 | 6     |
| 6   | Dieter Braun       | Maico     | +1' 21" 1 | 5     |
| 7   | Dave Simmonds      | Kawasaki  | +1' 31" 3 | 4     |
| 8   | Eugenio Lazzarini  | Maico     | +1' 52" 9 | 3     |
| 9   | Thierry Tchernine  | Yamaha    | +2' 42" 9 | 2     |
| 10  | Ryszard Mankiewicz | MZ        | +3' 28" 1 | 1     |
| 11  | László Szabó       | MZ        |           |       |
| 12  | Günter Fischer     | Maico     |           |       |
| 13  | Paolo Pileri       | Suzuki    |           |       |
| 14  | Aalt Toersen       | Maico     |           |       |
| 15  | Jan Huberts        | MZ        | +1 giro   |       |
| 16  | Michel Rougerie    | Aermacchi |           |       |
| 17  | Siegfried Lohmann  | MZ        |           |       |

## Classe 50

### Arrivati al traguardo
| Pos | Pilota              | Moto     | Tempo     | Punti |
| --- | ------------------- | -------- | --------- | ----- |
| 1   | Ángel Nieto         | Derbi    | 21' 51" 8 | 15    |
| 2   | Jan de Vries        | Kreidler | +16" 1    | 12    |
| 3   | Theo Timmer         | Jamathi  | +21" 7    | 10    |
| 4   | Harald Bartol       | Kreidler | +1' 03" 1 | 8     |
| 5   | Rudolf Kunz         | Kreidler | +1' 04" 5 | 6     |
| 6   | Jan Bruins          | Kreidler | +1' 18"   | 5     |
| 7   | Benjamín Grau       | Derbi    | +1' 29" 5 | 4     |
| 8   | Jan Huberts         | Kreidler | +1' 42" 5 | 3     |
| 9   | Ludwig Faßbender    | Kreidler | +2' 17" 5 | 2     |
| 10  | Siegfried Lohmann   | Kreidler | +2' 18" 7 | 1     |
| 11  | Hans-Jürgen Hummel  | Kreidler |           |       |
| 12  | Herman Meijer       | Hemeyla  |           |       |
| 13  | Ton Daleman         | Roton    |           |       |
| 14  | Aalt Toersen        | Kreidler |           |       |
| 15  | Kurt-Ivan Carlsson  | Monark   |           |       |
| 16  | André Millard       | Kreidler |           |       |
| 17  | Lars Persson        | Monark   |           |       |
| 18  | T. Keane            | Kreidler |           |       |
| 19  | Jérôme van Haeltert | Kreidler |           |       |
| 20  | E. Ggilain          | Kreidler |           |       |

## Classe sidecar

### Arrivati al traguardo
| Pos | Pilota                | Passeggero         | Moto      | Tempo     | Punti |
| --- | --------------------- | ------------------ | --------- | --------- | ----- |
| 1   | Klaus Enders          | Ralf Engelhardt    | Busch-BMW | 33' 22" 1 | 15    |
| 2   | Heinz Luthringshauser | Hans-Jürgen Cusnik | BMW       | +5" 9     | 12    |
| 3   | Siegfried Schauzu     | Wolfgang Kalauch   | BMW       | +33" 9    | 10    |
| 4   | Chris Vincent         | Michael Casey      | Münch-URS | +50" 3    | 8     |
| 5   | Graham Milton         | John Thornton      | BMW       | +53" 6    | 6     |
| 6   | Tony Wakefield        | Alex MacFadzean    | BMW       | +55" 3    | 5     |
| 7   | Rolf Steinhausen      | Werner Kapp        | König     | +2' 00" 9 | 4     |
| 8   | Michel Pourcelet      | Claude Domin       | BMW       | +3' 31"   | 3     |
| 9   | Hermann Binding       | Helmut Fleck       | BMW       | +3' 31"   | 2     |
| 10  | Joseph Duhem          | Jacques Blanc      | BMW       | +4' 51" 4 | 1     |
| 11  | Egon Schons           | Karl Lauterbach    | BMW       | +4' 55" 7 |       |
| 12  | Roger Dutton          | Tony Wright        | BMW       |           |       |
| 13  | Colin Hornby          | Mike Griffiths     | BMW       |           |       |
| 14  | Siegfried Zeh         | K. Woijciech       | BMW       |           |       |
| 15  | G. Rosez              | S. Procyszyn       | BMW       |           |       |